# Most Suade i Olge
Most Suade i Olge ili "Vrbanja most" nalazi se u Sarajevu i premošćuje rijeku Miljacku. Ime je dobio po Suadi Dilberović i Olgi Sučić, prvim sarajevskim žrtvama rata u Bosni i Hercegovini, koje su poginule 5. travnja 1992., pogođene hicima iz snajperskog oružja.
Mostu je ovo treći naziv. Prvotno je nosio ime "Vrbanja most" sve do 6. travnja 1996. godine da bi na taj datum bio preimenovan u "Most Suade Dilberović" a zatim u naziv "Most Suade i Olge" 3. prosinca 1999. godine. U narodu je još ostao naziv "Vrbanja most".
Na njegovom mjestu nalazio se most "Čiširhana" a izgradio ga je  židovski trgovac u 18. stoljeću. Dobio je ime po ćiršihani, maloj tvornici ljepila u njegovoj blizini.

## Vanjske poveznice
- Arhivirana inačica izvorne stranice od 5. ožujka 2016. (Wayback Machine) pristupljeno 10. travnja 2014.